# ایتوکی اودا
ایتوکی اودا (ژاپنی: 上田 樹؛ زادهٔ ۲۸ ژوئن ۲۰۰۱) یک بازیکن فوتبال اهل ژاپن است.
از باشگاه‌هایی که در آن بازی کرده‌است می‌توان به باشگاه فوتبال زویگن کانازاوا اشاره کرد.